# Estación de Brochant
La  estación de Brochant es una estación de la línea 13 del metro de París situada en el XVII Distrito de la ciudad al norte de la capital.

## Historia
La estación fue inaugurada el 20 de enero de 1912 con la llegada de la línea B de la compañía Nord-Sud, la actual línea 13. 
Debe su nombre al geólogo francés André Brochant de Villiers (1772-1840).

## Descripción
Está compuesta de dos vías y de dos andenes laterales de 75 metros.
Afectada por el estilo carrossage utilizado en la década de los 50 y 60 y que consistía en ocultar la bóveda de las estaciones forrándolas con llamativas molduras metálicas, fue totalmente renovada en el 2009 recuperando su estado anterior. De esta forma vuelve a lucir los clásicos azulejos blancos biselados del metro parisino. 
Su iluminación sigue el estilo New Neons. Emplea delgadas estructuras circulares, en forma de cilindro, que recorren los andenes proyectando la luz tanto hacia arriba como hacia abajo. Finos cables metálicos dispuestos en uve sostienen a cierta distancia de la bóveda todo el conjunto
La señalización ha recuperado el estilo Nord-Sud, caracterizado por su gran tamaño, donde el nombre de la estación se realiza combinando mosaicos blancos y azules enmarcados por un trazo marrón. Un color habitualmente utilizado en aquellas estaciones que no tiene correspondencia con otras y que se repite en el zócalo, en el marco de los paneles publicitarios y en varios adornos de la bóveda.
En la parte superior de ambos túneles se conservan también dos carteles originales que datan de 1912 donde se puede leer DIRON PTE de CLICHY y DIRON SAINT LAZARE, en función de la dirección en la que van los trenes.
En el suelo de la estación, y dada la saturación que sufre la línea 13, se han pintado flechas y rayas amarillas que pretenden facilitar el flujo de viajeros a la hora de subir y bajar de los convoyes. 

## Accesos
La estación dispone de dos accesos:
- Acceso 1: a la altura del n.º 32 de la calle Brochant esquina con la avenida de Clichy.
- Acceso 2: a la altura del n.º 47 de la calle Brochant esquina con la avenida Clichy.